# Parasosibia maculata
Parasosibia maculata är en insektsart som beskrevs av Ludwig Redtenbacher 1908. Parasosibia maculata ingår i släktet Parasosibia och familjen Diapheromeridae. Inga underarter finns listade i Catalogue of Life.